# 聖安東尼奧 (巴拉圭)

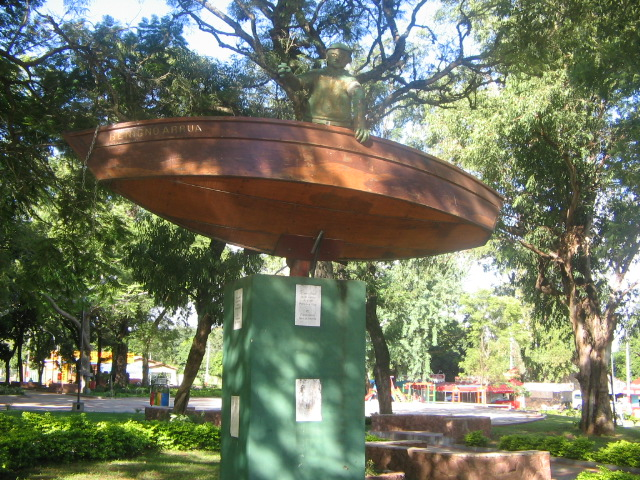

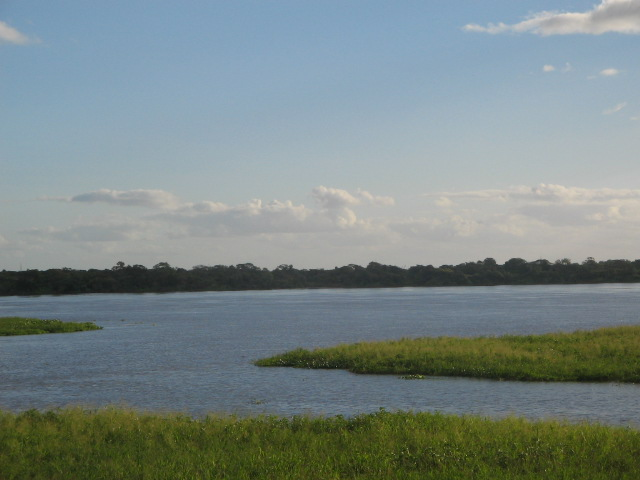

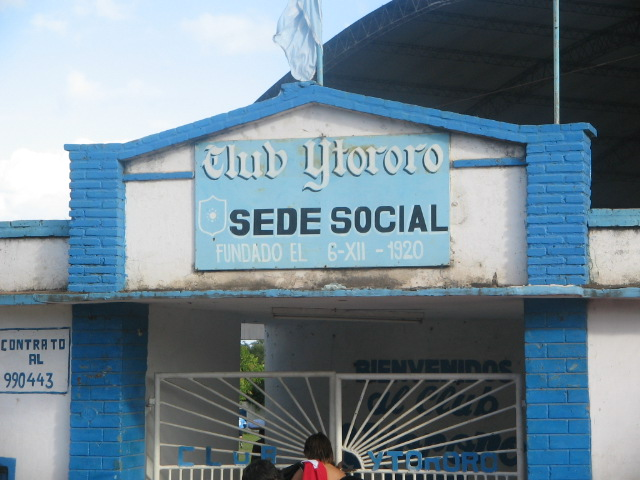

聖安東尼奧是巴拉圭的城市，由中央省負責管轄，距離首都亞松森25公里，處於巴拉圭河畔，始建於1903年，面積23平方公里，海拔高度57米，2008年人口38,933。

## 外部連結
- （页面存档备份，存于）